# Vargas (bang)
Vargas (tiếng Tây Ban Nha: Vargas, đọc như Va-gát) là một bang của Venezuela. Thủ phủ của bang là thành phố La Guaira. Vargas có diện tích 1.172 km² và dân số hơn 300 nghìn người. Vargas là bang có diện tích nhỏ thứ hai Venezuela (sau Nueva Esparta).
Vargas tiếp giáp với bang Aragua về phía tây, giáp với bang Miranda về phía đông và phía nam, giáp với thủ đô Caracas về phía nam và giáp với biển Caribe về phía bắc.
Bang này có cảng biển và sân bay lớn nhất Venezuela.

## Tên gọi
Bang được đặt theo tên José María Vargas, tổng thống Venezuela năm 1835-1836.

## Lịch sử
Trước năm 1998, Vargas là một quận thuộc thủ đô Caracas. Sau đó, Vargas được tách ra với tư cách vùng lãnh thổ liên bang rồi sau đó chính thức trở thành bang thứ 23 của Venezuela.
Vào tháng 12 năm 1999, trận lũ lụt Vargas xảy ra kéo theo nạn lở đất nghiêm trọng. Thảm họa này khiến ít nhất 10.000 người tại Vargas thiệt mạng.

## Nhân khẩu
Theo thống kê nhân khẩu năm 2011 của Venezuela, cơ cấu chủng tộc của cư dân Vargas như sau:
| Chủng tộc      | %    |
| -------------- | ---- |
| Người lai      | 48,1 |
| Người da trắng | 44,7 |
| Người da đen   | 5,6  |
| Chủng tộc khác | 1,6  |